# Seznam kanadskih pesnikov
Seznam kanadskih pesnikov.

## A
- Milton Acorn
- Elizabeth Allan
- David Arnason
- Joanne Arnott
- Margaret Atwood
- Derek R. Audette
- Margaret Avison

## B
- Shaunt Basmajian
- Nelson Ball
- Bill Bauer
- Nancy Bauer
- Derek Beaulieu
- Henry Beissel
- Navtej Bharati
- Earle Birney (1904-1995)
- Bill Bissett
- Christian Bök
- Stephanie Bolster
- Roo Borson
- George Bowering
- Marilyn Bowering
- Abraham Boyarsky
- Daniel F. Bradley
- Kate Braid
- Jacques Brault
- Diana Brebner
- Robert Bringhurst
- Nicole Brossard
- Ronnie R. Brown

## C
- Natalee Caple
- Bliss Carman
- Anne Carson
- Margaret Christakos
- Jason Christie
- Hilary Clark
- Leonard Cohen
- Jan Conn
- Karen Connelly
- Lorna Crozier
- JW Curry
- Leona Czwartkowski

## D
- Beverley Daurio
- Frank Davey
- James Deahl
- Kris Demeanor
- Barry Dempster
- Christopher Dewdney
- Mary di Michele
- Kildare Dobbs
- Don Domanski
- Candas Dorsey
- Marilyn Dumont
- Stephanie Desjarlais
- Richard Doiron

## F
- Chris Faiers
- Brian Fawcett
- Judith Fitzgerald
- David Fraser
- Patrick Friesen

## G
- Keith Gale
- Keith Garebian
- Marty Gervais
- Jacques Godbout
- Leona Gom
- Beth Goobie
- Phyllis Gotlieb
- Neile Graham
- Ralph Gustafson
- Genni Gunn

## H
- Claire Harris
- Erina Harris
- Jill Hartman
- Diana Hartog
- Elisabeth Harvor
- Steven Heighton
- Robert Hilles
- Cornelia Hoogland
- Bruce Hunter
- Catherine Hunter
- Gary Hyland
- Maureen Hynes

## I
- Susan Ioannou

## J
- Paulette Jiles
- E. Pauline Johnson

## K
- Surjeet Kalsey
- Smaro Kamboureli
- Rupi Kaur
- Lionel Kearns
- Penn Kemp
- Barbara Klar
- Sarah Klassen
- Raymond Knister
- Joy Kogawa

## L
- Archibald Lampman
- Tim Lander
- M. Travis Lane
- Patrick Lane
- Evelyn Lau
- Irving Layton
- John B. Lee
- Dennis Lee
- Shawna Lemay
- John Lent
- Douglas LePan

## M
- Hugh MacDonald
- Gwendolyn MacEwen
- Jay MacPherson
- Keith Maillard
- Kim Maltman
- David Margoshes
- Nicole Markotic
- Daphne Marlatt
- Steve McCaffery
- John McCrae
- David McFadden
- Don McKay
- Susan McMaster
- Bruce Meyer
- Anne Michaels
- Roy Miki
- Kim Morrissey
- Colin Morton
- Daniel David Moses
- Erin Mouré
- Rona Murray
- Susan Musgrave

## N
- Emile Nelligan
- B.P. Nichol
- Barbara Nickel
- John Newlove

## O
- Michael Ondaatje (Philip Michael Ondaatje)

## P
- P.K. Page
- Barbara Phillips
- E.J. Pratt
- Ross Priddle
- Robert Priest
- Al Purdy

## R
- Gurcharan Rampuri
- Wayne Ray
- James Reaney
- Tracy Repchuk
- Lisa Robertson
- Ajmer rode
- Linda Rogers
- Bruce Ross
- Stuart Ross

## S
- Andreas Schroeder
- Daniel Sendecki
- Robert W. Service
- April Severin
- Joseph Sherman
- Trish Shields
- Anne Simpson
- Mark Sinnett
- A.J.M. Smith
- Karen Solie
- David Solway
- Raymond Souster
- Esta Spalding
- Heather Spears
- Adrian Speyer
- Birk Sproxton
- Richard Stevenson
- Betsy Struthers
- Alan Sullivan
- Rosemary Sullivan
- Robert Sward

## T
- Bruce Taylor
- Sharon Thesen
- Rhea Tregebov
- Peter Trower
- Richard Truhlar
- Mark Truscott

## V
- Richard Vallance

## W
- Miriam Waddington
- Bronwen Wallace
- Phyllis Webb
- Robert Stanley Weir
- Darren Wershler-Henry
- Rob Winger

## Y
- Patricia Young

## Z
- Robert L.J. Zenik